# Bembidion satelles
Bembidion satelles är en skalbaggsart som beskrevs av Thomas Casey. Bembidion satelles ingår i släktet Bembidion och familjen jordlöpare. Inga underarter finns listade i Catalogue of Life.